# ガラス工事

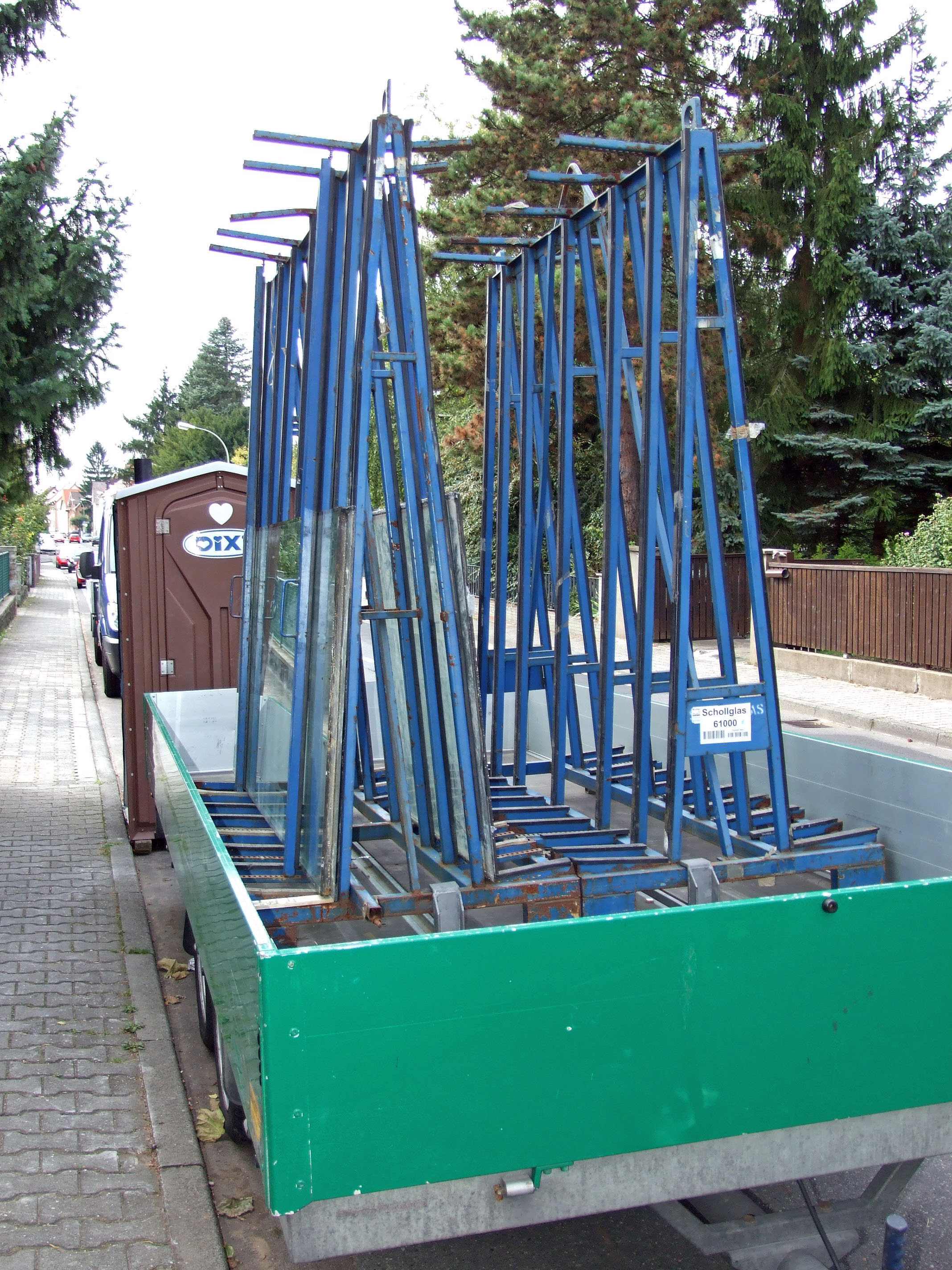
ペイン輸送ラック

ガラス工事（ガラスこうじ）とは、工作物にガラスを加工して取付ける建設工事。
内容は、ガラス加工取付け工事などである。
また「ガラス」の中英語由来の表現であるグレージングは、 ガラスでできた壁または窓の一部のことで   グレージングはまたプロの「グラジエ」によって行われる作業のことについても表す。ただしグレージングは眼鏡フレームへの眼用レンズの挿入を表すのでガラス工程ではあまり一般的に使用されない。 
建築用途で使用される一般的なタイプのグレージングには、透明および着色フロートガラス 、 強化ガラス 、 合わせガラス 、およびさまざまなコーティングガラスがあり、これらはすべて、単一または二重、または三重のガラスユニットとしてガラス張りすることができる。通常の透明なガラスはわずかに緑色を帯びているが、いくつかのメーカーが特別な無色のガラスを提供している。 
グレージングは通常は木製 、 アルミニウムまたはPVCでできた窓 サッシまたはドア表面に取り付けることができ ガラスは三角形のグレージングポイント、パテなど、さまざまな方法でフレーム内のラベット（リベット）に固定される。 強化された合わせガラスは窓をドリルで開けた穴に通すことにより、金属枠に直接ボルトで固定することにより艶出しすることができる。 
グレージングは収集した熱を保持するのに役立つため、一般的に低温の太陽熱集熱器で利用されている。 